# Cap Kidder
La cap Kidder est un cap des îles Kerguelen, dans les Terres australes et antarctiques françaises. Il se situe sur le golfe du Morbihan près de l'ancienne base de Molloy.

## Géographie
Le cap est un petit promontoire qui s'avance dans le golfe du Morbihan face à la Pointe Molloy. Ces deux caps délimitent une petite anse : l'anse des Durvillae (ex anse des Laminaires) au fond de laquelle se niche l'ancienne base de Molloy,.

## Histoire
Il a été nommé ainsi par Edgar Aubert de la Rüe, lors de son exploration du mont Werth, en hommage au naturaliste de la mission américaine de 1874 aux Kerguelen, Jerome Henry Kidder.